# ONCE
L'ONCE (Organització Nacional de Cecs Espanyols, Organización Nacional de Ciegos Españoles) és una institució sense ànim de lucre que té com a propòsit millorar la qualitat de vida de la gent cega a Espanya, tot i que ha acabat ampliant la seva tasca cap a altres col·lectius amb discapacitats.
Per tant, organitza l'anomenat Cupó de l'ONCE, un sorteig que, a més de donar premis a la combinació sortejada, proporciona una gran part dels fons de l'organització. Uns altres ingressos venen del patrocini d'equips esportius, de donacions de particulars i aportacions estatals.
El setembre de 2013 fou guardonat amb el Premi Príncep d'Astúries de la Concòrdia.

## Perfiles
La revista Perfiles és una publicació que edita l'Organización Nacional de Ciegos Españoles (ONCE), juntament amb la seva Fundació, des de l'octubre de 1985. De periodicitat mensual, els seus continguts se centren en temes socials, donant més rellevància a totes aquelles informacions relatives a les discapacitats.